# جيمس كابلان
جيمس كابلان (بالإنجليزية: James Kaplan)‏‏ (1951 - ) صحفي، وروائي، وكاتب سير من الولايات المتحدة.

## الجوائز
- زمالة غوغنهايم